# La provisoria
La provisoria es una película de comedia dramática coproducida internacionalmente de 2022 escrita y dirigida por Nicolás Meta y Melina Fernández da Silva. Protagonizada por Andrés Ciavaglia, Ana Pauls, Juan Chapur, Sol Bordigoni y Nicolás Juárez. La película fue preseleccionada para representar a Chile en la categoría Mejor Película Internacional en la 95.ª edición de los Premios Óscar. Se estrenó el 17 de noviembre de 2022 en cines argentinos.

## Sinopsis
Cinco jóvenes bohemios intentan adaptarse a una vida en la ciudad que no les convence cuando empiezan a habitar una casa antigua rodeada de naturaleza. La inminente pero incierta demolición, el espíritu de camaradería, y una austera abundancia que inunda la casa, los impulsa a continuar su camino en direcciones más acordes con su equilibrio interior.

## Reparto
Los actores que participaron en esta película son:
- Andrés Ciavaglia como Fede
- Ana Pauls como Mariel
- Juan Chapur como Joaco
- Sol Bordigoni como Viole
- Nicolás Juárez como Kito
- Albertina Vázquez

## Premios
La Provisoria obtuvo el primer premio en el Madavera Expojour Jazz Times Film Festival 2023, de Bebop Channel, el festival de cine de cadenas de televisión más grande de Estados Unidos.